# Starless and Bible Black
Starless and Bible Black — шостий студійний альбом британського рок-гурту King Crimson, випущений 29 березня 1974 року. Склад гурту, що записував цей альбом, не змінився з Larks' Tongues in Aspic, за винятком перкусіоніста Джеймі М'юра. Щоб точніше передати живу енергію гурту, більшість матеріалів цього альбому було записано на концертах та змонтовано разом зі студійними записами. Альбом отримав схвальні відгуки.
У 2004 році Pitchfork поставив його на 94-те місце у своєму списку «100 найкращих альбомів 1970-х років».

## Про альбом
Назва альбому є цитатою з радіоп'єси валлійського літератора Ділана Томаса «Під покровом молочного лісу». П'єса починається словами: «It is spring, moonless night in the small town, starless and bible-black…» (з англ. — «Весняна безмісячна ніч у маленькому містечку, беззоряна і чорна, як темрява єгипетська…»).
Декілька представлених на альбомі композицій було записано «наживо» на концерті, після чого з них вирізали оплески. Повністю в студії записані тільки The Great Deceiver і Lament. Імпровізована п'єса «We'll Let You Know» записана в Глазго. Композиції «Trio», «Fracture» та «Starless and Bible Black» були записані на концерті в Амстердамі, як і вступ до «The Night Watch» (частина, що залишилася, — у студії). Повний запис з концерту в Амстердамі було випущено 1998 року під назвою The Night Watch.
Тексти пісень, як і на попередньому альбомі Larks' Tongues in Aspic, написані Річардом Палмером-Джеймсом, більшість з них є сатиром над матеріалізмом і ницістю суспільства, продовжуючи лінію, розпочату в композиції «Easy Money».
Альбом відкривається композицією «The Great Deceiver» (з англ. — великий обманщик), назва якої відноситься до Дияволу, а текст являє собою іронію над загальною комерціалізацією. Рядок, що повторюється кілька разів «Cigarettes, ice cream, figurines of the Virgin Mary» (з англ.  —  «Цигарки, морозиво, фігурки Діви Марії») написаний під враженням від сувенірів, що продаються у Ватикані.
«The Night Watch» присвячена картині «Нічна варта», хоча ім'я Рембрандта в ній прямо не згадується.
«Trio» — найбільш спокійна композиція, інструментальна п'єса для скрипки, бас-гітари, флейти та мелотрона. Хоча на ній і немає ударних, ударник Білл Бруфорд вказаний як співавтор композиції, оскільки п'єса була імпровізована наживо на концерті, і рішення Бруфорда не використовувати ударні решта учасників вважають одним з моментів, що формують композицію.
«The Mincer» (з англ. «М'ясорубка») — імпровізація, записана в Цюріху і потім змонтована в студії, де до інструментального запису був доданий текст.
Два останні треки, що займають другий бік платівки — Starless and Bible Black і Fracture — інструментальні п'єси в стилі попереднього альбому Larks' Tongues in Aspic.

## Відгуки
Rolling Stone назвав альбом «таким же приголомшливо потужним, як In the Court of the Crimson King», вихваляючи майстерність Бруфорда у його ударному стилі та успішну інтеграцію скрипки та альта Девіда Кросса як контрсоліста до Фріппа. Вони назвали особливо вражаючими різноманітність тонів альбому та довгі інструментальні імпровізації, і дійшли висновку: «Фріпп нарешті зібрав групу своєї мрії — сподіваюся, вона протримається достатньо довго, щоб продовжувати випускати такі чудові альбоми, як цей».
AllMusic також високо оцінив різноманітність тембрів альбому у своєму ретроспективному огляді та зауважив, що друга сторона альбому «кинула найжорсткіші звуки групи прямо в обличчя слухача та залучила деяких навернених у процесі». Рецензія Роберта Крістгау була більш неоднозначною, зазначаючи що це «настільки близько, наскільки ця хронічно цікава група будь-коли підійшла до хорошого альбому», хоча зрештою він дав би вищі оцінки Red та USA.

## Список композицій
| Side 1 | Side 1                                 | Side 1                                          | Side 1     |
| #      | Назва                                  | Writers                                         | Тривалість |
| ------ | -------------------------------------- | ----------------------------------------------- | ---------- |
| 1.     | «The Great Deceiver»                   | John Wetton, Robert Fripp, Richard Palmer-James | 4:02       |
| 2.     | «Lament»                               | Fripp, Wetton, Palmer-James                     | 4:00       |
| 3.     | «We'll Let You Know» (Інструментальна) | David Cross, Fripp, Wetton, Bill Bruford        | 3:46       |
| 4.     | «The Night Watch»                      | Fripp, Wetton, Palmer-James                     | 4:37       |
| 5.     | «Trio» (Інструментальна)               | Cross, Fripp, Wetton, Bruford                   | 5:41       |
| 6.     | «The Mincer»                           | Cross, Fripp, Wetton, Bruford, Palmer-James     | 4:10       |

| Side 2 | Side 2                                       | Side 2                        | Side 2     |
| #      | Назва                                        | Writers                       | Тривалість |
| ------ | -------------------------------------------- | ----------------------------- | ---------- |
| 7.     | «Starless and Bible Black» (Інструментальна) | Cross, Fripp, Wetton, Bruford | 9:11       |
| 8.     | «Fracture» (Інструментальна)                 | Fripp                         | 11:14      |

## Учасники запису
- Роберт Фріпп — гітара, вокал
- Білл Бруфорд — ударні
- Девід Кросс[en] — скрипка, альт, мелотрон
- Джон Веттон — вокал, бас